# OPHN1-Syndrom
Das OPHN1-Syndrom ist eine sehr seltene angeborene, zu den Syndromalen X-chromosomalen mentalen Retardierungen zählende Erkrankung mit den Hauptmerkmalen geistiger Retardierung kombiniert mit einer Hypoplasie des Kleinhirns.
Synonyme sind:  X-chromosomale geistige Retardierung mit zerebellärer Hypoplasie; Oligophrenin-1-Syndrom;  OPHN1 XLMR; englisch OPHN1- related XLID; OPHN1 Deficiency; X-linked intellectual disability-cerebellar hypoplasia syndrome; Intellectual disability, X-linked, with cerebellar hypoplasia and distinctive facial appearance; X-linked Intellectual Deficit with Cerebellar Hypoplasia; Mental retardation, X-linked, with cerebellar hypoplasia and distinctive facial appearance
Die Erstbeschreibung stammt aus dem Jahre 1998 durch die französischen Ärzte Pierre Billuart, Thierry Bienvenu, Nathalie Ronce und Mitarbeiter.

## Verbreitung
Die Häufigkeit wird mit unter 1 zu 1.000.000 angegeben, bislang wurde über 12 Familien berichtet. Die Vererbung erfolgt autosomal-dominant.

## Ursache
Der Erkrankung liegen Mutationen im OPHN1-Gen auf dem X-Chromosom Genort q12 zugrunde, welches für Oligophrenin1 kodiert.

## Klinische Erscheinungen
Klinische Kriterien sind:
- mäßig bis ausgeprägte geistige Behinderung
- Muskelhypotonie
- schwere Entwicklungsverzögerung
- frühzeitig beginnendes Krampfleiden
- Strabismus
- Dysmetrie
- gelegentlich auch Ataxie

Hinzu können Kryptorchismus,  hypoplastische Genitalien und Gesichtsauffälligkeiten wie langes Gesicht, prominente Stirn, tiefliegende Augen und große Ohrmuscheln kommen.
Bei weiblichen Trägern können leichte Formen von Lernschwierigkeiten, Strabismus und Gesichtsauffälligkeiten vorkommen.

## Diagnose
Medizinische Bildgebung ergibt Veränderungen des Kleinhirnes mit Hypoplasie, Dysgenesie und Spaltbildung der hinteren Teile des Kleinhirnwurmes sowie Atrophie der Hirnrinde mit vergrößerten Hirnventrikeln. Die Diagnose wird humangenetisch gesichert.